# Thom van Dijck
Thomas Hendrikus Maria (Thom) van Dijck (Ginneken en Bavel, 7 augustus 1929 – Breda, 12 september 2021) was een Nederlands hockeyer. 
Van Dijck speelde als middenvelder 60 interlands voor de Nederlandse hockeyploeg. Hij maakte deel uit van de selectie die deelnam aan de Olympische Spelen van 1960. Nederland behaalde daar een 9de plaats op het hockeytoernooi. Via Kampong uit Utrecht speelde hij zich in de Nationale Ploeg. Hij kwam toen van BHV Push waar hij is opgeleid en ook in H1 speelde. Na zijn studie en Kampong tijd kwam hij terug naar Breda en ging hij spelen bij BH&BC Breda.
Van Dijck overleed op 92-jarige leeftijd.
Wim de Beer · 
Patrick Buteux van der Kamp · 
Carel Dekker · 
Thom van Dijck · 
Jan-Willem van Erven Dorens · 
Frans Fiolet · 
Jan van Gooswilligen · 
Egbert de Graeff · 
Freddie Hooghiemstra · 
Jaap Leemhuis · 
Gerard Overdijkink · 
Gerrit de Ruiter · 
Theo Terlingen · 
Theo van Vroonhoven · 
Hans Wagener · 
Eddie Zwier · 
Coach: Jan Anjema